# Vendières
Vendières é uma comuna francesa na região administrativa de Altos da França, no departamento de Aisne. Estende-se por uma área de 12,35 km². Em 2010 a comuna tinha 158 habitantes (densidade: 12,8 hab./km²).